# James George Defares

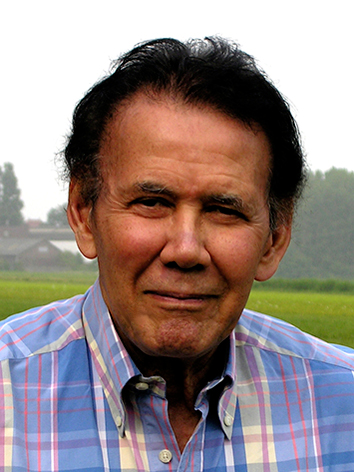
James George Defares

James George ('Jim') Defares (Bandjermasin, 28 april 1927 — Aerdenhout, 4 augustus 2015) was een Nederlands arts, fysioloog, biomathematicus, auteur en songwriter. Defares studeerde medicijnen aan de Gemeentelijke Universiteit van Amsterdam en promoveerde in 1956 aan de Universiteit Utrecht. In 2001 werd Defares door de Vereniging tegen de Kwakzalverij verkozen op de zesde plek van de top 20 kwakzalvers van de 20e eeuw.

## Biografie
Defares promoveerde in 1956 in Utrecht met het proefschrift A study of the carbon dioxide time course during rebreathing: yielding a new method for the determination of the carbon dioxide tension in the mixed venous blood. Hij vervulde verschillende functies, waaronder hoofd longfunctieafdeling van het Academisch Ziekenhuis Groningen, gastdocent afdeling mathematical biophysics aan de Harvard universiteit en bijzonder hoogleraar mathematische antropobiologie aan de Rijksuniversiteit Leiden (1965-1975) namens het Leids Universiteits Fonds.
Defares had een veelzijdigheid aan kennis en inspiratie voor de diversiteit van de wetenschap. Zijn vrije gezichtspunt tegenover nieuwe ideeën en gedachten over de menselijke geest, nieuwe evolutionaire principes en nieuwe leerstellingen, heeft hem in het verleden de nodige kritiek opgeleverd.
In 1967 schreef hij over het onderwerp ‘de anticonceptiepil en veroudering’ naar de redactie van het Nederlands Tijdschrift voor Geneeskunde. Defares was op basis van biochemische argumenten en gepubliceerde gegevens tot het idee gekomen dat het langdurig gebruik van de anticonceptiepil zou kunnen leiden tot versnelde biologische veroudering en tot een verhoogd risico van trombose en hart- en vaatziekten.
Vrij snel daarna kreeg hij een verbod om colleges te geven aan medische studenten. Na 1976 was Defares niet meer actief in de universitaire wereld.
Zijn carrière kreeg een onverwachte wending door de uitnodiging van professor Paul Niehans uit Bazel om toe te treden tot The international Society of Regenerative Therapies. Dit vormde het begin van zijn actieve belangstelling voor biogeriatrie en biogerontologie.

### Auteur
Met de wiskundige prof. dr. Ian Sneddon van de universiteit van Glasgow schreef hij het boek The Mathematics of Medicine and Biology (1960).
Defares' boek The Control of Aging and its Diseases (1970) werd internationaal goed ontvangen en in The Sunday Times positief gerecenseerd door de Nobelprijswinnaar prof. dr. MacFarlene-Burnet (zomer, 1973). In Leiden werd het boek afgedaan als kwakzalverij en zijn opvattingen over de toepassing van celtherapie, stamcellen, gentherapie en chelatietherapie leidden ertoe dat de Nederlandse Vereniging tegen Kwakzalverij Defares als kwakzalver bestempelde.
Mede door zijn onderzoek naar de caissonziekte bij diepzeeduiken, raakte Defares gefascineerd door een historische gebeurtenis van 17 januari 1966, die aanleiding was voor het schrijven van de actiethriller “Superjacht” (2004). Zo is onder andere het boek “De beloning” op historische feiten gebaseerd.

### Songwriter
Als amateur songwriter maakte hij het album Mindwaves dat onder leiding van Dick Bakker door The London Chamber Orchestra werd uitgevoerd en in Nederland als cd op televisie en radio ten gehore werd gebracht. Zoals de titel aangeeft is Mindwaves bedoeld als relaxatiemuziek om de geest tot rust te brengen (te onthaasten) en de hersengolven te vertragen tot z.g. alfa-golven.

### Publicaties (selectie)
- James Defares: God bestaat gewoon. De harde feiten over Jezus, God, darwinisme en de Bijbel. Met een voorwoord van Henny Huisman. 2e druk, Soesterberg, Uitgeverij Aspekt, 2013. ISBN 978-90-494-0028-6
- James Defares: De beloning. Arnhem, Ellessy Crime, 2006. (Vert. van: The Reward) ISBN 978-90-76968-81-0
- James Defares: Superjacht. De zoektocht naar een verzonken kernbom. Historische faction-thriller. Arnhem, Ellessy Crime, 2004. ISBN 90-76968-48-9
- J.G. Defares: Langer vitaal blijven. De beheersing van het verouderingsproces. Naarden, Strengholt, 1982. ISBN 90-6010-525-7
- James G. Defares: The control of aging and its diseases. Prolegomenon to biological medicine. Leiden, 1969
- J.G. Defares and I.N. Sneddon: An introduction to the mathematics of medicine and biology. Amsterdam, North-Holland Publishing, 1960
- James George Defares: A study of the carbon dioxide time course during rebreathing. Yielding a new method for the determination of the carbon dioxide tension in the mixed venous blood. Utrecht, Drukkerij v/h Kemink en Zoon, 1956. (Proefschrift Rijksuniversiteit Utrecht)

- International Standard Name Identifier: 0000 0001 1058 3762
- Library of Congress Control Number: n82212804
- Nationale Bibliotheek van Tsjechië: xx0175364
- Nationale Bibliotheek van Israël: 987007317373205171
- Nederlandse Thesaurus van Auteursnamen: 069112231
- Virtual International Authority File: 40734219
- WorldCat: E39PBJrm8GdKbdxFdtdk3rMpT3